# Quonset Point Air National Guard Station

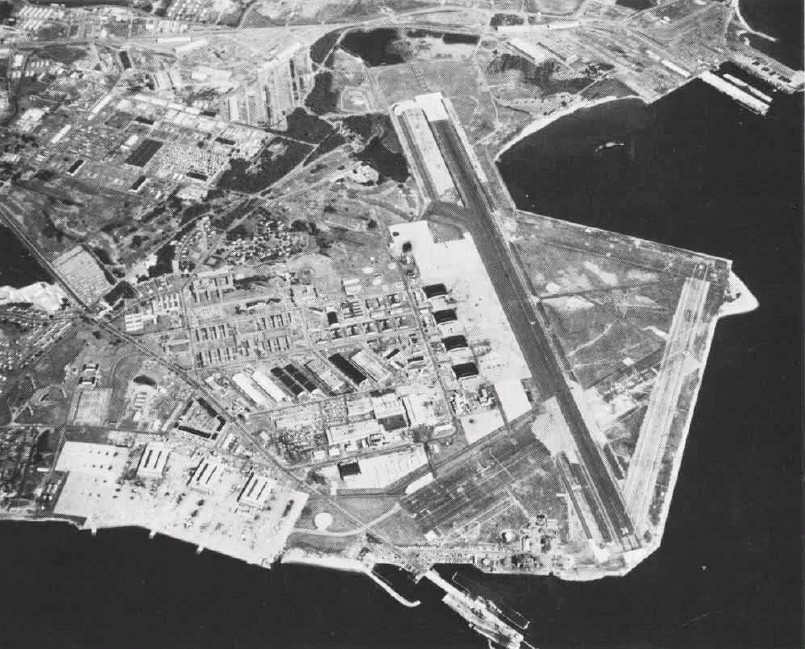
Quonset Point Air National Guard Station.

La Quonset Point Air National Guard Station est une base aérienne de la garde nationale aérienne (ANG) située dans le Rhode Island. La 143d Airlift Wing (en) de la Rhode Island Air National Guard (en) y est basée depuis sa fondation en 1968.
Auparavant, la base été nommée Naval Air Station Quonset Point puisqu'elle était une base aéronavale. Elle abritait également une centre de révision et de réparation des avions, renommés Naval Air Rework Facility (NARF) Quonset Point.